# Cục Trang bị và kho vận, Bộ Công an (Việt Nam)
Cục Trang bị và kho vận trực thuộc Bộ Công an Việt Nam có chức năng quản lý nhà nước về trang bị kỹ thuật, trang cấp và kho vận trong Công an nhân dân; trực tiếp tổ chức đảm bảo trang bị kỹ thuật, quân trang, nuôi quân, công tác lưu trữ quốc gia, dự phòng chiến đấu, công tác kho và vận tải theo quy định của Nhà nước và Bộ Công an, đáp ứng yêu cầu công tác, chiến đấu và xây dựng lực lượng Công an nhân dân.

## Lịch sử
Theo Nghị định số 01/NĐ-CP ngày 6 tháng 8 năm 2018 quy định về chức năng, nhiệm vụ, quyền hạn và cơ cấu tổ chức bộ máy của Bộ Công an. Sau khi giải thể các Tổng cục, Cục Trang bị và kho vận được thành lập trên cơ sở chuyển nguyên trạng từ trực thuộc Tổng cục Hậu cần-Kỹ thuật trở về trực thuộc Bộ Công an.

## Lãnh đạo hiện nay
- Cục trưởng: Trung tướng Bùi Thiện Dũng
- Phó Cục trưởng: Thiếu tướng Nguyễn Văn Đức
- Phó Cục trưởng: Đại tá Hoàng Quốc Thưởng
- Phó Cục trưởngː Đại tá Lê Văn Phái
- Phó Cục trưởng: Đại tá Đỗ Văn Tuyến
- Phó Cục trưởng: Đại tá Nguyễn Trường Thọ

## Tổ chức
1. Phòng Tổng hợp
2. Phòng Chính trị - Hậu cần
3. Phòng Quản lý phương tiện bộ và xăng dầu
4. Phòng Quản lý phương tiện thủy
5. Phòng Quản lý thiết bị kỹ thuật nghiệp vụ
6. Phòng Quản lý vũ khí
7. Phòng Quản lý quân trang và nuôi quân
8. Phòng Nghiệp vụ kho
9. Phòng Vận tải
10. Phòng Tài chính
11. Trung tâm Đấu thầu mua sắm tài sản công

## Cục trưởng qua các thời kỳ
- Trung tướng Bùi Thiện Dũng, từ 2018-2023.

## Phó Cục trưởng qua các thời kỳ
- Thiếu tướng Nguyễn Văn Đức, từ 2020-nay. Nguyên Phó Giám đốc Công an tỉnh Long An.
- Đại tá Hoàng Quốc Thưởng.
- Đại tá Lê Văn Phái.
- Đại tá Đỗ Văn Tuyến.
- Đại tá Nguyễn Trường Thọ.

## Khen thưởng
- Huân chương Quân công hạng Nhất.
- Huân chương Chiến công hạng Nhất.